# Aechmea gentryi
Aechmea gentryi är en gräsväxtart som beskrevs av Harry Edward Luther och K.F.Norton. Aechmea gentryi ingår i släktet Aechmea och familjen Bromeliaceae. Inga underarter finns listade i Catalogue of Life.